# Saint-Pierre-le-Moûtier
 Saint-Pierre-le-Moûtier  es una población y comuna francesa, situada en la región de Borgoña, departamento de Nièvre, en el distrito de Nevers y cantón de su nombre.

## Demografía
| 2200 | 2227 | 2250 | 2261 | 2091 | 2029 |
| Para los censos de 1962 a 1999 la población legal corresponde a la población sin duplicidades (Fuente: INSEE [Consultar]) |      |      |      |      |      |